# Tranvia di Savannah
La tranvia di Savannah (in inglese conosciuta come River Street Streetcar) è una tranvia esercitata con vetture storiche che si sviluppa lungo River Street nella città di Savannah, nello Stato della Georgia. È lunga 1,6 km con 6 fermate. Le vetture storiche utilizzate sono tram W5-class realizzati negli anni 1930 per la rete tranviaria di Melbourne.
La tranvia venne aperta l'11 febbraio 2009 e fu costruita utilizzando il sedime della ferrovia River Street Branch della Norfolk Southern Railway, acquistata dalla città di Savannah nel 2004. In precedenza, la città di Savannah era servita da una rete tranviaria attiva tra il 1890 e il 24 agosto 1946.

## Il servizio
La linea è attiva solo dal giovedì al sabato.